# David Viñas Piquer
David Viñas Piquer (Barcelona, 1968) es profesor titular de Teoría de la Literatura y Literatura Comparada en la Universidad de Barcelona.

## Biografía
Licenciado en Literatura comparada por la Universidad de Barcelona, es doctor en esa misma universidad con una tesis titulada Hermenéutica de la novela en la teoría literaria de Francisco Ayala (2000), dirigida por la profesora Rosa Navarro Durán.

## Obras
David Viñas es autor de varios artículos sobre estudios literarios. Ha publicado libros como Historia de la Crítica Literaria (Ariel, 2002), Hermenéutica de la novela en la teoría literaria de Francisco Ayala (Alfar, 2003) o El enigma best-seller (Ariel, 2009). En 2013 publicó Josep Pla i l'invent «Costa Brava», con la editorial A Contra Vent, sobre la visión que tenía Josep Pla de la Costa Brava.
El 7 de enero de 2022 publicó su primera novela, Quédate más tiempo (Destino, 2022), donde narra su experiencia como hijo ante la enfermedad de Alzhéimer de su madre, Pepita Piquer.